# BEAUTIFUL BALLADE
『BEAUTIFUL BALLADE』（ビューティフル・バラード）は、2006年2月22日に発売された德永英明8枚目のベスト・アルバム。

## 解説
1997年11月に発売された『Ballade of Ballade』に続く、約9年ぶり2作目のバラード・ベスト・アルバム。
メジャー・デビュー20周年記念として制作された。先行シングルの「ボクニデキルコト」は本作用のヴァージョンで新たに収録されている。

## パッケージ仕様
通常盤CDと初回限定盤の2形態で発売。初回限定盤には先行シングルである「SAYONARAの理由」「ボクニデキルコト」2曲のミュージック・ビデオとメイキング映像を収録したDVD付。

## 収録曲

### CD
1. 壊れかけのRadio　（5:10）[5]
2. 輝きながら…　（4:29）[5]
3. 最後の言い訳　（6:17）[5]
4. SAYONARAの理由　（4:54）[5]
5. レイニー ブルー　（4:20）[5]
6. MYSELF ～風になりたい～　（5:46）[5]
7. 永遠の果てに　（5:36）[5]
8. 青い契り　（5:51）[5]
9. LOVE IS ALL　（5:06）[5]
10. 風のエオリア　（3:49）[5]
11. 恋人　（4:51）[5]
12. 僕のそばに　（6:12）[5]
13. ボクニデキルコト（Ballade Ver.）　（5:02）[5]
14. 心のボール　（5:02）[5]

### DVD
1. SAYONARAの理由（Music Clip）
2. ボクニデキルコト（Music Clip）
3. PVメイキング映像

## 演奏
SAYONARAの理由
- 坂本昌之：Piano & Keyboards
- 青山純：Drums
- 今剛：Guitar
- 松原秀樹：Bass
- 弦一徹ストリングス：Strings

ボクニデキルコト (Ballade Ver.)
- 坂本昌之：Piano & Keyboards